# Statistiche e record di Carlos Alcaraz
| Finali in carriera |                     |       |       |     |      |
| Specialità         | Categoria           | Vinte | Perse | Tot | V %  |
| Singolare          | Grande Slam         | 5     | 1     | 6   | 84%  |
| Singolare          | Olimpiadi estive    | 0     | 1     | 1   | 0%   |
| Singolare          | Tour Finals         | –     | –     | –   | –    |
| Singolare          | ATP Masters 1000    | 8     | 1     | 9   | 89%  |
| Singolare          | ATP Tour 500        | 7     | 3     | 10  | 70%  |
| Singolare          | ATP Tour 250        | 2     | 1     | 3   | 67%  |
| Singolare          | Totale              | 22    | 7     | 29  | 76%  |
| Doppio             | Grande Slam         | –     | –     | –   | –    |
| Doppio             | Olimpiadi estive    | –     | –     | –   | –    |
| Doppio             | Torneo di fine anno | –     | –     | –   | –    |
| Doppio             | ATP Masters 1000    | –     | –     | –   | –    |
| Doppio             | ATP Tour 500        | –     | –     | –   | –    |
| Doppio             | ATP Tour 250        | –     | –     | –   | –    |
| Doppio             | Coppa Davis         | –     | –     | –   | –    |
| Doppio             | Hopman Cup          | –     | –     | –   | –    |
| Doppio             | Laver Cup           | 1     | 0     | 1   | 100% |
| Doppio             | Totale              | 1     | 0     | 1   | 100% |
| Doppio             | Totale              | 23    | 7     | 30  | 77%  |

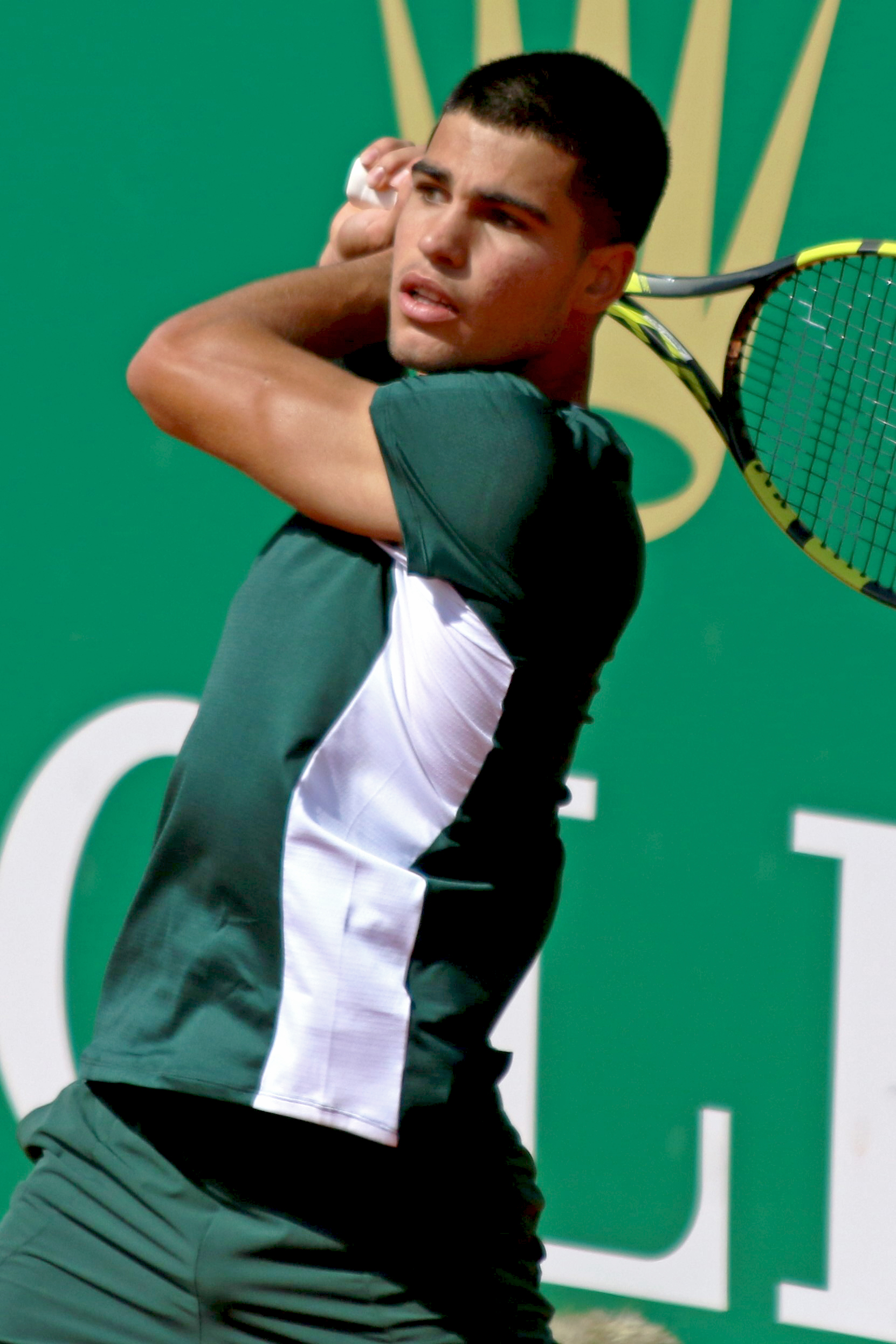
Alcaraz al Masters di Monte Carlo

In questa pagina sono riportate le statistiche e i record realizzati da Carlos Alcaraz durante la carriera tennistica.

## Statistiche

### Singolare

#### Vittorie (22)
| Legenda              |
| Grande Slam (5)      |
| ATP Finals (0)       |
| Giochi olimpici (0)  |
| ATP Masters 1000 (8) |
| ATP Tour 500 (7)     |
| ATP Tour 250 (2)     |

| Legenda superfici |
| Cemento (7)       |
| Terra (11)        |
| Erba (4)          |

| N.  | Data              | Torneo                                 | Superficie  | Avversario in finale | Punteggio                        |
| 1.  | 25 luglio 2021    | Croatia Open Umag, Umago               | Terra rossa | Richard Gasquet      | 6–2, 6–2                         |
| 2.  | 20 febbraio 2022  | Rio Open, Rio de Janeiro               | Terra rossa | Diego Schwartzman    | 6–4, 6–2                         |
| 3.  | 3 aprile 2022     | Miami Open, Miami                      | Cemento     | Casper Ruud          | 7–5, 6–4                         |
| 4.  | 24 aprile 2022    | Barcelona Open, Barcellona             | Terra rossa | Pablo Carreño Busta  | 6–3, 6–2                         |
| 5.  | 8 maggio 2022     | Madrid Open, Madrid                    | Terra rossa | Alexander Zverev     | 6–3, 6–1                         |
| 6.  | 11 settembre 2022 | US Open, New York                      | Cemento     | Casper Ruud          | 6–4, 2–6, 7–6(1), 6–3            |
| 7.  | 19 febbraio 2023  | Argentina Open, Buenos Aires           | Terra rossa | Cameron Norrie       | 6–3, 7–5                         |
| 8.  | 19 marzo 2023     | Indian Wells Masters, Indian Wells     | Cemento     | Daniil Medvedev      | 6–3, 6–2                         |
| 9.  | 24 aprile 2023    | Barcelona Open, Barcellona (2)         | Terra rossa | Stefanos Tsitsipas   | 6–3, 6–4                         |
| 10. | 7 maggio 2023     | Madrid Open, Madrid (2)                | Terra rossa | Jan-Lennard Struff   | 6–4, 3–6, 6–3                    |
| 11. | 25 giugno 2023    | Queen's Club Championships, Londra     | Erba        | Alex de Minaur       | 6–4, 6–4                         |
| 12. | 16 luglio 2023    | Torneo di Wimbledon, Londra            | Erba        | Novak Đoković        | 1–6, 7–6(6), 6–1, 3–6, 6–4       |
| 13. | 17 marzo 2024     | Indian Wells Masters, Indian Wells (2) | Cemento     | Daniil Medvedev      | 7–6(5), 6–1                      |
| 14. | 9 giugno 2024     | Roland Garros, Parigi                  | Terra rossa | Alexander Zverev     | 6–3, 2–6, 5–7, 6–1, 6–2          |
| 15. | 14 luglio 2024    | Torneo di Wimbledon, Londra (2)        | Erba        | Novak Đoković        | 6–2, 6–2, 7–6(4)                 |
| 16. | 2 ottobre 2024    | China Open, Pechino                    | Cemento     | Jannik Sinner        | 6(6)–7, 6–4, 7–6(3)              |
| 17. | 9 febbraio 2025   | Rotterdam Open, Rotterdam              | Cemento (i) | Alex de Minaur       | 6–4, 3–6, 6–2                    |
| 18. | 13 aprile 2025    | Monte Carlo Masters, Monte Carlo       | Terra rossa | Lorenzo Musetti      | 3–6, 6–1, 6–0                    |
| 19. | 18 maggio 2025    | Internazionali d'Italia, Roma          | Terra rossa | Jannik Sinner        | 7–6(5), 6–1                      |
| 20. | 8 giugno 2025     | Roland Garros, Parigi (2)              | Terra rossa | Jannik Sinner        | 4–6, 6(4)–7, 6–4, 7–6(3), 7–6(2) |
| 21. | 22 giugno 2025    | Queen's Club Championships, Londra (2) | Erba        | Jiří Lehečka         | 7–5, 6(5)–7, 6–2                 |
| 22. | 18 agosto 2025    | Cincinnati Open, Cincinnati            | Cemento     | Jannik Sinner        | 5–0, rit.                        |

#### Finali perse (7)
| Legenda              |
| Grande Slam (1)      |
| ATP Finals (0)       |
| Giochi olimpici (1)  |
| ATP Masters 1000 (1) |
| ATP Tour 500 (3)     |
| ATP Tour 250 (1)     |

| N. | Data             | Torneo                         | Superficie  | Avversario in finale | Punteggio           |
| 1. | 24 luglio 2022   | Hamburg European Open, Amburgo | Terra rossa | Lorenzo Musetti      | 4–6, 7–6(6), 4–6    |
| 2. | 31 luglio 2022   | Croatia Open Umag, Umago       | Terra rossa | Jannik Sinner        | 7–6(5), 1–6, 1–6    |
| 3. | 26 febbraio 2023 | Rio Open, Rio de Janeiro       | Terra rossa | Cameron Norrie       | 7–5, 4–6, 5–7       |
| 4. | 20 agosto 2023   | Cincinnati Open, Cincinnati    | Cemento     | Novak Đoković        | 7–5, 6(7)–7, 6(4)–7 |
| 5. | 4 agosto 2024    | Giochi olimpici, Parigi        | Terra rossa | Novak Đoković        | 6(3)–7, 6(2)–7      |
| 6. | 20 aprile 2025   | Barcelona Open, Barcellona     | Terra rossa | Holger Rune          | 6(6)–7, 2–6         |
| 7. | 13 luglio 2025   | Torneo di Wimbledon, Londra    | Erba        | Jannik Sinner        | 6–4, 4–6, 4–6, 4–6  |

### Next Generation ATP Finals

#### Vittorie (1)
| Legenda                        |
| Next Generation ATP Finals (1) |

| N. | Data             | Torneo                             | Superficie     | Avversario in finale | Punteggio        |
| 1. | 13 novembre 2021 | Next Generation ATP Finals, Milano | Cemento indoor | Sebastian Korda      | 4–3(5), 4–2, 4–2 |

### Tornei minori

#### Singolare

##### Vittorie (7)
| Legenda tornei minori |
| Challenger (4)        |
| Futures (3)           |

| N. | Data            | Torneo                                             | Superficie  | Avversario in finale | Punteggio     |
| 1. | 28 luglio 2019  | M25 Denia, Dénia                                   | Terra rossa | Timofej Skatov       | 6–4, 6–3      |
| 2. | 12 gennaio 2020 | M15 Manacor, Manacor                               | Cemento     | Evan Furness         | 6–0, 6–2      |
| 3. | 19 gennaio 2020 | M15 Manacor, Manacor (2)                           | Cemento     | Evan Furness         | 6–3, 6–4      |
| 4. | 30 agosto 2020  | Internazionali di Tennis Città di Trieste, Trieste | Terra rossa | Riccardo Bonadio     | 6–4, 6–3      |
| 5. | 11 ottobre 2020 | Sánchez-Casal Cup, Barcellona                      | Terra rossa | Damir Džumhur        | 4–6, 6–2, 6–1 |
| 6. | 18 ottobre 2020 | JC Ferrero Challenger Open, Alicante               | Terra rossa | Pedro Martínez       | 7–6(6), 6–3   |
| 7. | 22 maggio 2021  | Oeiras Challenger, Oeiras                          | Terra rossa | Facundo Bagnis       | 6–4, 6–4      |

##### Finali perse (2)
| Legenda tornei minori |
| Challenger (1)        |
| Futures (1)           |

| N. | Data             | Torneo                                                        | Superficie  | Avversario in finale    | Punteggio     |
| 1. | 2 febbraio 2020  | M15 Antalya, Adalia                                           | Terra rossa | Zsombor Piros           | 6–4, 4–6, 3–6 |
| 2. | 6 settembre 2020 | Internazionali di Tennis del Friuli Venezia Giulia, Cordenons | Terra rossa | Bernabé Zapata Miralles | 2–6, 6–4, 2–6 |

## Risultati in progressione
| Sigla | Risultato               |
| ----- | ----------------------- |
| V     | Vincitore               |
| F     | Finalista               |
| SF    | Semifinalista           |
| O     | Oro olimpico            |
| A     | Argento olimpico        |
| SF    | Bronzo olimpico         |
| QF    | Quarti di Finale        |
| 4T    | Quarto turno            |
| 3T    | Terzo turno             |
| 2T    | Secondo turno           |
| 1T    | Primo turno             |
| RR    | Round Robin             |
| LQ    | Turno di qualificazione |
| A     | Assente                 |
| ND    | Non disputato           |

| Legenda superfici    |
| -------------------- |
| Cemento              |
| Terra battuta        |
| Erba                 |
| Superficie variabile |

Statistiche aggiornate al Torneo di Wimbledon 2025.
| Torneo                     | 2020          | 2021          | 2022          | 2023          | 2024          | 2025          | Titoli       | V-S          | V%           |
| Grande Slam                |               |               |               |               |               |               |              |              |              |
| Australian Open            | A             | 2T            | 3T            | A             | QF            | QF            | 0 / 4        | 11–4         | 73%          |
| Roland Garros              | Q1            | 3T            | QF            | SF            | V             | V             | 2 / 5        | 25–3         | 89%          |
| Wimbledon                  | ND            | 2T            | 4T            | V             | V             | F             | 2 / 5        | 24–3         | 89%          |
| US Open                    | A             | QF            | V             | SF            | 2T            |               | 1 / 4        | 17–3         | 85%          |
| Vittorie-Sconfitte         | -             | 8–4           | 16–3          | 17–2          | 19–2          | 17–2          | 5 / 18       | 77–13        | 86%          |
| Torneo di fine anno        |               |               |               |               |               |               |              |              |              |
| ATP Finals                 | NQ            | NQ            | A             | SF            | RR            |               | 0 / 2        | 3–4          | 43%          |
| Next Generation            | ND            | V             | A             | A             | NQ            |               | 1 / 1        | 5–0          | 100%         |
| Vittorie-Sconfitte         | -             | 5–0           | -             | 2–2           | 1–2           | -             | 1 / 3        | 8–4          | 67%          |
| Nazionale                  |               |               |               |               |               |               |              |              |              |
| Giochi Olimpici            | ND            | A             | Non disputati | Non disputati | F             | ND            | 0 / 1        | 5–1          | 83%          |
| Laver Cup                  | ND            | A             | A             | A             | V             |               | 1 / 1        | 1–0          | 100%         |
| Coppa Davis                | A             | A             | QF            | A             | QF            |               | 0 / 2        | 4–1          | 80%          |
| Hopman Cup                 | Non disputata | Non disputata | Non disputata | RR            | ND            |               | 0 / 1        | 2–0          | 100%         |
| Vittorie-Sconfitte         | -             | -             | 2–1           | 2–0           | 10–1          | -             | 1 / 5        | 12–2         | 86%          |
| ATP Tour Masters 1000      |               |               |               |               |               |               |              |              |              |
| Indian Wells               | ND            | 2T            | SF            | V             | V             | SF            | 2 / 5        | 20–3         | 87%          |
| Miami                      | ND            | 1T            | V             | SF            | QF            | 2T            | 1 / 5        | 13–4         | 76%          |
| Monte Carlo                | ND            | A             | 2T            | A             | A             | V             | 1 / 2        | 5–1          | 83%          |
| Madrid                     | ND            | 2T            | V             | V             | QF            | A             | 2 / 4        | 15–2         | 88%          |
| Roma                       | A             | A             | A             | 3T            | A             | V             | 1 / 2        | 7–1          | 88%          |
| Montréal/Toronto           | ND            | A             | 2T            | QF            | A             | A             | 0 / 2        | 2–2          | 50%          |
| Cincinnati                 | A             | 1T            | QF            | F             | 2T            | V             | 1 / 5        | 12–4         | 75%          |
| Shanghai                   | Non disputato | Non disputato | Non disputato | 4T            | QF            |               | 0 / 2        | 5–2          | 71%          |
| Parigi                     | A             | 3T            | QF            | 2T            | 3T            |               | 0 / 4        | 5–4          | 56%          |
| Vittorie-Sconfitte         | -             | 3–5           | 19–5          | 25–6          | 16–5          | 21–2          | 8 / 31       | 84–23        | 79%          |
| ATP Tour 500               |               |               |               |               |               |               |              |              |              |
| Rotterdam                  | A             | A             | A             | A             | A             | V             | 1 / 1        | 5-0          | 100%         |
| Doha                       | ATP 250       | ATP 250       | ATP 250       | ATP 250       | ATP 250       | QF            | 0 / 1        | 2-1          | 67%          |
| Rio de Janeiro             | 2T            | ND            | V             | F             | 1T            | A             | 1 / 4        | 10–3         | 77%          |
| Acapulco                   | A             | 1T            | A             | A             | A             | A             | 0 / 1        | 0–1          | 0%           |
| Barcellona                 | ND            | 1T            | V             | V             | A             | F             | 2 / 4        | 14–2         | 88%          |
| Londra                     | ND            | A             | A             | V             | 2T            | V             | 2 / 3        | 11–1         | 92%          |
| Amburgo                    | A             | A             | F             | A             | A             | A             | 0 / 1        | 4–1          | 80%          |
| Astana                     | ATP 250       | ATP 250       | 1T            | ATP 250       | ATP 250       | ATP 250       | 0 / 1        | 0–1          | 0%           |
| Pechino                    | Non disputato | Non disputato | Non disputato | SF            | V             |               | 1 / 1        | 8–1          | 75%          |
| Vienna                     | A             | SF            | A             | A             | A             |               | 0 / 1        | 3–1          | 75%          |
| Basilea                    | Non disputato | Non disputato | SF            | A             | A             |               | 0 / 1        | 3–1          | 75%          |
| Vittorie-Sconfitte         | 1–1           | 3–3           | 17–3          | 17–2          | 6–2           | 16–2          | 7 / 19       | 60–13        | 82%          |
| ATP Tour 250               |               |               |               |               |               |               |              |              |              |
| Melbourne                  | ND            | 3T            | Non disputato | Non disputato | Non disputato | Non disputato | 0 / 1        | 2–1          | 67%          |
| Montpellier                | A             | Q1            | A             | A             | A             | A             | 0 / 0        | 0–0          | -            |
| Buenos Aires               | A             | A             | A             | V             | SF            | A             | 1 / 2        | 6–1          | 86%          |
| Marbella                   | ND            | SF            | Non disputato | Non disputato | Non disputato | Non disputato | 0 / 1        | 3–1          | 75%          |
| Estoril                    | ND            | 1T            | A             | A             | A             | A             | 0 / 1        | 0–1          | 0%           |
| Umago                      | ND            | V             | F             | A             | A             | A             | 1 / 2        | 8–1          | 89%          |
| Kitzbühel                  | A             | 1T            | A             | A             | A             | A             | 0 / 1        | 0–1          | 0%           |
| Winston-Salem              | ND            | SF            | A             | A             | A             | A             | 0 / 1        | 3–1          | 75%          |
| Vittorie-Sconfitte         | -             | 13–5          | 3–1           | 4–0           | 2–1           | -             | 2 / 9        | 22–7         | 76%          |
| Statistiche carriera       |               |               |               |               |               |               |              |              |              |
|                            | 2020          | 2021          | 2022          | 2023          | 2024          | 2025          | Titoli       | V–S          | V%           |
| Tornei ATP disputati       | 1             | 19            | 17            | 17            | 16            | 12            | 82           | 82           | 82           |
| Finali ATP perse           | 0             | 0             | 2             | 2             | 1             | 2             | 7            | 7            | 7            |
| Tornei ATP vinti           | 0             | 1             | 5             | 6             | 4             | 6             | 22           | 22           | 22           |
| Statistiche per superficie |               |               |               |               |               |               |              |              |              |
| Cemento                    | 0–0           | 20–10         | 27–8          | 28–9          | 29–8          | 21–4          | 7 / 44       | 125–39       | 76%          |
| Terra                      | 1–1           | 11–6          | 27–4          | 25–3          | 17–4          | 22–1          | 11 / 30      | 103–19       | 84%          |
| Erba                       | 0–0           | 1–1           | 3–1           | 12–0          | 8–1           | 11–1          | 4 / 8        | 35–4         | 90%          |
| Vittorie-Sconfitte         | 1–1           | 32–17         | 57–13         | 65–12         | 54–13         | 54–6          | 263–62       | 263–62       | 263–62       |
| Vittorie (%)               | 50%           | 65%           | 81%           | 84%           | 81%           | 90%           | 80.56%       | 80.56%       | 80.56%       |
| Ranking                    | 141           | 32            | 1             | 2             | 3             |               | 48 486 628 $ | 48 486 628 $ | 48 486 628 $ |

## Testa a testa con altri giocatori

### Testa a testa con giocatori classificati top 10
Testa a testa di Alcaraz contro giocatori che si sono classificati nº10 o superiore nella classifica del ranking mondiale
| Giocatore                               | Periodo   | Incontri | Record | V%    | Cemento     | Erba       | Terra       | Ultimo incontro                                                  |
| --------------------------------------- | --------- | -------- | ------ | ----- | ----------- | ---------- | ----------- | ---------------------------------------------------------------- |
| Giocatori classificati n°1 del ranking  |           |          |        |       |             |            |             |                                                                  |
| Daniil Medvedev                         | 2021-2024 | 8        | 6–2    | 75%   | 4–1         | 2–1        | –           | Vinto (7–5, 6–3) Pechino 2024 Semifinale                         |
| Jannik Sinner                           | 2021-2025 | 14       | 9–5    | 62%   | 6–2         | 0–2        | 3–1         | Vinto (5-0, rit.) Cincinnati 2025 Finale                         |
| Andy Murray                             | 2021      | 2        | 1–1    | 50%   | 1–1         | –          | –           | Vinto (6–3, 6–4) Vienna 2021 4° turno                            |
| Novak Đoković                           | 2022-2025 | 8        | 3–5    | 38%   | 0–3         | 2–0        | 1–2         | Perso (6–4, 4–6, 3–6, 4–6) Australian Open 2025 Quarti di Finale |
| Rafael Nadal                            | 2021-2022 | 3        | 1–2    | 33%   | 0–1         | –          | 1–1         | Vinto (6–2, 1–6, 6–3) Madrid 2022 Quarti di Finale               |
| Giocatori classificati n°2 del ranking  |           |          |        |       |             |            |             |                                                                  |
| Casper Ruud                             | 2021-2024 | 5        | 4–1    | 80%   | 3–1         | –          | 1–0         | Perso (1–6, 5–7) ATP Finals 2024 Round Robin                     |
| Alexander Zverev                        | 2021-2025 | 12       | 6–6    | 50%   | 3–5         | –          | 3–1         | Vinto (6–3, 6–4) Cincinnati 2025 Semifinale                      |
| Giocatori classificati n°3 del ranking  |           |          |        |       |             |            |             |                                                                  |
| Stefanos Tsitsipas                      | 2021-2024 | 6        | 6–0    | 100%  | 2–0         | –          | 4–0         | Vinto (6–3, 7–6(3), 6–4) Open di Francia 2024 Quarti di Finale   |
| Marin Čilić                             | 2022-2025 | 5        | 4–1    | 80%   | 4–0         | –          | 0–1         | Vinto (6–4, 6–4) Qatar Open 2025 1° turno                        |
| Grigor Dimitrov                         | 2022-2025 | 6        | 4–2    | 67%   | 2–2         | 1–0        | 1–0         | Vinto (6–1, 6–1) Indian Wells Open 2025 4° turno                 |
| Giocatori classificati n°4 del ranking  |           |          |        |       |             |            |             |                                                                  |
| Taylor Fritz                            | 2023-2025 | 3        | 3–0    | 100%  | 2–0         | 1–0        | –           | Vinto (6–4, 5–7, 6–3, 7–6(6)) Wimbledon 2025 Semifinale          |
| Jack Draper                             | 2022-2025 | 6        | 4–2    | 67%   | 3–1         | 0–1        | 1–0         | Vinto (6–4, 6–4) Roma Open 2025 Quarti di Finale                 |
| Holger Rune                             | 2021-2025 | 4        | 2–2    | 50%   | 1–1         | 1–0        | 0–1         | Perso (6(7)–7, 2–6) Barcelona Open 2025 Finale                   |
| Giocatori classificati n°5 del ranking  |           |          |        |       |             |            |             |                                                                  |
| Andrej Rublëv                           | 2023-2025 | 5        | 4–1    | 80%   | 3–0         | 1–0        | 0–1         | Vinto (6–3, 4–6, 7–5) Cincinnati 2025 Quarti di Finale           |
| Giocatori classificati n°6 del ranking  |           |          |        |       |             |            |             |                                                                  |
| Hubert Hurkacz                          | 2022-2025 | 4        | 4–0    | 100%  | 4–0         | –          | –           | Vinto (6–4, 6(7)–7, 6–3) Rotterdam 2025 Semifinale               |
| Alex de Minaur                          | 2022-2025 | 4        | 4–0    | 100%  | 1–0         | 1–0        | 2–0         | Vinto (7–5, 6–3) Barcelona Open 2025 Quarti di Finale            |
| Ben Shelton                             | 2023-2025 | 3        | 3–0    | 100%  | 2–0         | –          | 1–0         | Vinto (7–6(8), 6–3, 4–6, 6–4) Roland Garros 2025 4° turno        |
| Lorenzo Musetti                         | 2022-2025 | 7        | 6–1    | 86%   | 2–0         | –          | 4–1         | Vinto (4–6, 7–6(3), 6–0, 2–0 rit.) Roland Garros 2025 Semifinale |
| Matteo Berrettini                       | 2021-2023 | 4        | 3–1    | 75%   | 1–1         | 1–0        | 1–0         | Vinto (3–6, 6–3, 6–3, 6–3) Wimbledon 2023 4° turno               |
| Gaël Monfils                            | 2022-2024 | 4        | 3–1    | 75%   | 3–1         | –          | –           | Vinto (6–4, 7–5) Shanghai 2024 4° turno                          |
| Félix Auger-Aliassime                   | 2021-2024 | 7        | 4–3    | 57%   | 2–3         | –          | 2–0         | Vinto (6–1, 6–1) Giochi Olimpici 2024 Semifinale                 |
| Giocatori classificati n°7 del ranking  |           |          |        |       |             |            |             |                                                                  |
| Richard Gasquet                         | 2021-2024 | 2        | 2–0    | 100%  | 1–0         | –          | 1–0         | Vinto (7–6(5), 6–1, 6–2) Australian Open 2024 1° turno           |
| David Goffin                            | 2021-2025 | 3        | 1–2    | 33%   | 1–2         | –          | –           | Perso (7–5, 4–6, 3–6) Miami Open 2025 2° turno                   |
| Giocatori classificati n°8 del ranking  |           |          |        |       |             |            |             |                                                                  |
| Karen Chačanov                          | 2022-2025 | 5        | 5–0    | 100%  | 1–0         | –          | 4–0         | Vinto (6–3, 3–6, 7–5) Roma Open 2025 4° turno                    |
| Diego Schwartzman                       | 2022      | 1        | 1–0    | 100%  | –           | –          | 1–0         | Vinto (6–4, 6–2) Rio 2022 Finale                                 |
| Cameron Norrie                          | 2021-2025 | 7        | 5–2    | 71%   | 2–1         | 1–0        | 2–1         | Vinto (6–2, 6–3, 6–3) Wimbledon 2025 Quarti di Finale            |
| Tommy Paul                              | 2022-2025 | 7        | 5–2    | 71%   | 2–2         | 1–0        | 2–0         | (6–0, 6–1, 6–4) Roland Garros 2025 Quarti di Finale              |
| Giocatori classificati n°9 del ranking  |           |          |        |       |             |            |             |                                                                  |
| Roberto Bautista Agut                   | 2022-2025 | 3        | 3–0    | 100%  | 1–0         | 1–0        | 1–0         | Vinto (6–4, 6–4) Londra 2025 Semifinale                          |
| Fabio Fognini                           | 2022-2025 | 3        | 3–0    | 100%  | –           | 1–0        | 2–0         | Vinto (7–5, 6(5)–7, 7–5, 2–6, 6–1) Wimbledon 2025 1° turno       |
| Giocatori classificati n°10 del ranking |           |          |        |       |             |            |             |                                                                  |
| Pablo Carreño Busta                     | 2022      | 2        | 2–0    | 100%  | 1–0         | –          | 1–0         | Vinto (6–3, 6–4) Basilea 2022 Quarti di Finale                   |
| Denis Shapovalov                        | 2023-2025 | 2        | 2–0    | 100%  | 1–0         | –          | 1–0         | Vinto (6–2, 6–4) Indian Wells Open 2025 3° turno                 |
| Lucas Pouille                           | 2021      | 1        | 1–0    | 100%  | –           | –          | 1–0         | Vinto (3–6, 6–2, 6–2) Umago 2021 1° turno                        |
| Frances Tiafoe                          | 2021-2024 | 3        | 2–1    | 67%   | 1–0         | 1–0        | 0–1         | Vinto (5–7, 6–2, 4–6, 7–6(2), 6–2) Wimbledon 2024 3° turno       |
| Totale                                  | 2021–2025 | 159      | 116–43 | 72,9% | 60–28 (68%) | 15–3 (83%) | 40–11 (78%) | Statistiche aggiornate al 18 agosto 2025.                        |

## Strisce di vittorie

### Vittorie consecutive nei tornei del circuito ATP (24)
| Vittoria n. | Torneo                          | Data     | Superficie  | Turno | Avversario            | Rank | Punteggio                         |
| ----------- | ------------------------------- | -------- | ----------- | ----- | --------------------- | ---- | --------------------------------- |
| 1           | Internazionali d'Italia 2025    | 09/05/25 | Terra rossa | 2T    | Dusan Lajovic         | 119  | 6–3, 6–3                          |
| 2           | Internazionali d'Italia 2025    | 11/05/25 | Terra rossa | 3T    | Laslo Djere           | 60   | 7–6(2), 6–2                       |
| 3           | Internazionali d'Italia 2025    | 13/05/25 | Terra rossa | 4T    | Karen Khachanov       | 23   | 3–6, 6–3, 7–5                     |
| 4           | Internazionali d'Italia 2025    | 14/05/25 | Terra rossa | QF    | Jack Draper           | 5    | 6–4, 6–4                          |
| 5           | Internazionali d'Italia 2025    | 16/05/25 | Terra rossa | SF    | Lorenzo Musetti       | 8    | 6–3, 7–6(4)                       |
| 6           | Internazionali d'Italia 2025    | 18/05/25 | Terra rossa | F     | Jannik Sinner         | 1    | 7–6(5), 6–1                       |
| 7           | Open di Francia 2025            | 26/05/25 | Terra rossa | 1T    | Giulio Zeppieri       | 296  | 6–3, 6–4, 6–2                     |
| 8           | Open di Francia 2025            | 28/05/25 | Terra rossa | 2T    | Fábián Marozsán       | 56   | 6–1, 4–6, 6–1, 6–2                |
| 9           | Open di Francia 2025            | 30/05/25 | Terra rossa | 3T    | Damir Dzumhur         | 70   | 6–1, 6–3, 4–6, 6–4                |
| 10          | Open di Francia 2025            | 01/06/25 | Terra rossa | 4T    | Ben Shelton           | 11   | 7–6 (8), 6–3, 4–6, 6–4            |
| 11          | Open di Francia 2025            | 03/06/25 | Terra rossa | QF    | Tommy Paul            | 12   | 6–0, 6–1, 6–4                     |
| 12          | Open di Francia 2025            | 06/06/25 | Terra rossa | SF    | Lorenzo Musetti (2)   | 8    | 4–6, 7–6 (3), 6–0, 2–0 (rit.)     |
| 13          | Open di Francia 2025            | 08/06/25 | Terra rossa | F     | Jannik Sinner (2)     | 1    | 4–6, 6(4)–7, 6–4, 7–6(3), 7–6 (2) |
| 14          | Queen's Club Championships 2025 | 17/06/25 | Erba        | 2T    | Adam Walton           | 97   | 6–4, 7–6 (4)                      |
| 15          | Queen's Club Championships 2025 | 19/06/25 | Erba        | 3T    | Jaume Munar           | 51   | 6–4, 6(7)–7, 7–5                  |
| 16          | Queen's Club Championships 2025 | 20/06/25 | Erba        | QF    | Arthur Rinderknech    | 64   | 7–5, 6–4                          |
| 17          | Queen's Club Championships 2025 | 21/06/25 | Erba        | SF    | Roberto Bautista Agut | 54   | 6–4, 6–4                          |
| 18          | Queen's Club Championships 2025 | 22/06/25 | Erba        | F     | Jiri Lehecka          | 25   | 7–5, 6(5)–7, 6–2                  |
| 19          | Torneo di Wimbledon 2025        | 30/06/25 | Erba        | 1T    | Fabio Fognini         | 161  | 7–5, 6(5)–7, 7–5, 2–6, 6–1        |
| 20          | Torneo di Wimbledon 2025        | 02/07/25 | Erba        | 2T    | Oliver Tarvet         | 730  | 6–1, 6–4, 6–4                     |
| 21          | Torneo di Wimbledon 2025        | 04/07/25 | Erba        | 3T    | Jan-Lennard Struff    | 129  | 6–1, 3–6, 6–3, 6–4                |
| 22          | Torneo di Wimbledon 2025        | 06/07/25 | Erba        | 4T    | Andrey Rublev         | 14   | 6(5)–7, 6–3, 6–4, 6–4             |
| 23          | Torneo di Wimbledon 2025        | 08/07/25 | Erba        | QF    | Cameron Norrie        | 60   | 6–2, 6–3, 6–3                     |
| 24          | Torneo di Wimbledon 2025        | 11/07/25 | Erba        | SF    | Taylor Fritz          | 5    | 6–4, 5–7, 6–3, 7–6(6)             |

## Vittorie contro top 10 per stagione
| Anno     | 2021 | 2022 | 2023 | 2024 | 2025 | Totale |
| -------- | ---- | ---- | ---- | ---- | ---- | ------ |
| Vittorie | 3    | 9    | 11   | 12   | 10   | 45     |

| Anno | N.                   | Avversario             | Ranking                     | Torneo                             | Superficie  | Turno                            | Punteggio                     |
| 2021 | 1.                   | Stefanos Tsitsipas     | 3                           | US Open, New York                  | Cemento     | 3T                               | 6–3, 4–6, 7–6(2), 0–6, 7–6(5) |
| 2021 | 2.                   | Matteo Berrettini      | 7                           | Vienna Open, Vienna                | Cemento (i) | QF                               | 6–1, 6(2)–7, 7–6(5)           |
| 2021 | 3.                   | Jannik Sinner          | 9                           | Paris Masters, Parigi              | Cemento (i) | 2T                               | 7–6(1), 7–5                   |
| 2022 | 4.                   | Matteo Berrettini (2)  | 6                           | Rio Open, Rio de Janeiro           | Terra rossa | QF                               | 6–2, 2–6, 6–2                 |
| 2022 | 5.                   | Stefanos Tsitsipas (2) | 5                           | Miami Open, Miami                  | Cemento     | 4T                               | 7–5, 6–3                      |
| 2022 | 6.                   | Hubert Hurkacz         | 10                          | Miami Open, Miami                  | Cemento     | SF                               | 7–6(5), 7–6(2)                |
| 2022 | 7.                   | Casper Ruud            | 8                           | Miami Open, Miami                  | Cemento     | F                                | 7–5, 6–4                      |
| 2022 | 8.                   | Stefanos Tsitsipas (3) | 8                           | Barcelona Open, Barcellona         | Terra rossa | QF                               | 6–4, 5–7, 6–2                 |
| 2022 | 9.                   | Rafael Nadal           | 4                           | Madrid Open, Madrid                | Terra rossa | QF                               | 6–2, 1–6, 6–3                 |
| 2022 | 10.                  | Novak Đoković          | 1                           | Madrid Open, Madrid                | Terra rossa | SF                               | 65)–7, 7–5, 7–6(5)            |
| 2022 | 11.                  | Alexander Zverev       | 3                           | Madrid Open, Madrid                | Terra rossa | F                                | 6–3, 6–1                      |
| 2022 | 12.                  | Casper Ruud (2)        | 4                           | US Open, New York                  | Cemento     | F                                | 6–4, 2–6, 7–6(1), 6–3         |
| 2023 | 13.                  | Félix Auger-Aliassime  | 10                          | Indian Wells Masters, Indian Wells | Cemento     | QF                               | 6–4, 6–4                      |
| 2023 | 14.                  | Daniil Medvedev        | 6                           | Indian Wells Masters, Indian Wells | Cemento     | F                                | 6–3, 6–2                      |
| 2023 | 15.                  | Taylor Fritz           | 10                          | Miami Open, Miami                  | Cemento     | QF                               | 6–4, 6–2                      |
| 2023 | 16.                  | Stefanos Tsitsipas (4) | 5                           | Barcelona Open, Barcellona         | Terra rossa | F                                | 6–3, 6–4                      |
| 2023 | 17.                  | Stefanos Tsitsipas (5) | 5                           | Open di Francia, Parigi            | Terra rossa | QF                               | 6–2, 6–1, 7–6(5)              |
| 2023 | 18.                  | Holger Rune            | 6                           | Wimbledon, Londra                  | Erba        | QF                               | 7–6(3), 6–4, 6–4              |
| 2023 | 19.                  | Daniil Medvedev (2)    | 3                           | Wimbledon, Londra                  | Erba        | SF                               | 6–3, 6–3, 6–3                 |
| 2023 | 20.                  | Novak Đoković (2)      | 2                           | Wimbledon, Londra                  | Erba        | F                                | 1–6, 7–6(6), 6–1, 3–6, 6–4    |
| 2023 | 21.                  | Casper Ruud            | 9                           | China Open, Pechino                | Cemento     | QF                               | 6–4, 6–2                      |
| 2023 | 22.                  | Andrej Rublëv          | 5                           | ATP Finals, Torino                 | Cemento (i) | RR                               | 7–5, 6–2                      |
| 2023 | 23.                  | Daniil Medvedev (3)    | 3                           | ATP Finals, Torino                 | Cemento (i) | RR                               | 6–4, 6–4                      |
| 2024 | 24.                  | Alexander Zverev (2)   | 6                           | Indian Wells Masters, Indian Wells | Cemento     | QF                               | 6–3, 6–1                      |
| 2024 | 25.                  | Jannik Sinner (2)      | 3                           | Indian Wells Masters, Indian Wells | Cemento     | SF                               | 1–6, 6–3, 6–2                 |
| 2024 | 26.                  | Daniil Medvedev (3)    | 4                           | Indian Wells Masters, Indian Wells | Cemento     | F                                | 7–6(5), 6–1                   |
| 2024 | 27.                  | Stefanos Tsitsipas (6) | 9                           | Open di Francia, Parigi            | Terra rossa | QF                               | 6–3, 7–6(3), 6–4              |
| 2024 | 28.                  | Jannik Sinner (3)      | 2                           | Open di Francia, Parigi            | Terra rossa | SF                               | 2–6, 6–3, 3–6, 6–4, 6–3       |
| 2024 | 29.                  | Alexander Zverev (3)   | 4                           | Open di Francia, Parigi            | Terra rossa | F                                | 6–3, 2–6, 5–7, 6–1, 6–2       |
| 2024 | 30.                  | Daniil Medvedev (4)    | 5                           | Wimbledon, Londra                  | Erba        | SF                               | 6(1)–7, 6–3, 6–4, 6–4         |
| 2024 | 31.                  | Novak Đoković (3)      | 2                           | Wimbledon, Londra                  | Erba        | F                                | 6–2, 6–2, 7–6(4)              |
| 2024 | 32.                  | Taylor Fritz (2)       | 7                           | Laver Cup, Berlino                 | Cemento (i) | RR                               | 6–2, 7–5                      |
| 2024 | 33.                  | Daniil Medvedev (5)    | 5                           | China Open, Pechino                | Cemento     | SF                               | 7–5, 6–3                      |
| 2024 | 34.                  | Jannik Sinner (4)      | 1                           | China Open, Pechino                | Cemento     | F                                | 6(6)–7, 6–4, 7–6(3)           |
| 2024 | 35.                  | Andrej Rublëv (2)      | 8                           | ATP Finals, Torino                 | Cemento (i) | RR                               | 6–3, 7–6(8)                   |
| 2025 | 36.                  | Alex de Minaur         | 8                           | Rotterdam Open, Rotterdam          | Cemento (i) | F                                | 6–4, 3–6, 6–2                 |
| 37.  | Alex de Minaur (2)   | 7                      | Barcelona Open, Barcellona  | Terra rossa                        | QF          | 7–5, 6–3                         |                               |
| 38.  | Jack Draper          | 5                      | Roma Open, Roma             | Terra rossa                        | QF          | 6–4, 6–4                         |                               |
| 39.  | Lorenzo Musetti      | 9                      | Roma Open, Roma             | Terra rossa                        | SF          | 6–3, 7–6(4)                      |                               |
| 40.  | Jannik Sinner (5)    | 1                      | Roma Open, Roma             | Terra rossa                        | F           | 7–6(5), 6–1                      |                               |
| 41.  | Lorenzo Musetti (2)  | 7                      | Open di Francia, Parigi     | Terra rossa                        | SF          | 4–6, 7–6(3), 6–0, 2–0 rit.       |                               |
| 42.  | Jannik Sinner (6)    | 1                      | Open di Francia, Parigi     | Terra rossa                        | F           | 4–6, 6(4)–7, 6–4, 7–6(3), 7–6(2) |                               |
| 43.  | Taylor Fritz (3)     | 5                      | Wimbledon, Londra           | Erba                               | SF          | 6–4, 5–7, 6–3, 7–6(6)            |                               |
| 44.  | Alexander Zverev (4) | 3                      | Cincinnati Open, Cincinnati | Cemento                            | SF          | 6–3, 6–4                         |                               |
| 45.  | Jannik Sinner (7)    | 1                      | Cincinnati Open, Cincinnati | Cemento                            | F           | 5–0, rit.                        |                               |

## Guadagni in carriera
| Anno     | Grande Slam | ATP Tour | Totale | Guadagni ($) | Posizione |
| -------- | ----------- | -------- | ------ | ------------ | --------- |
| 2018     | 0           | 0        | 0      | 492          | 2418      |
| 2019     | 0           | 0        | 0      | 12,211       | 757       |
| 2020     | 0           | 0        | 0      | 81,932       | 243       |
| 2021     | 0           | 1        | 1      | 1,632,678    | 16        |
| 2022     | 1           | 4        | 5      | 10,102,330   | 1         |
| 2023     | 1           | 5        | 6      | 15,196,504   | 2         |
| 2024     | 2           | 2        | 4      | 10,358,429   | 3         |
| 2025     | 1           | 6        | 7      | 10,631,652   | 1         |
| Carriera | 5           | 18       | 23     | 48,486,628   | 6         |

- Aggiornato al 18 agosto 2025

## Record

### Classifica ATP
- È il più giovane tennista della storia a essere diventato numero 1 del ranking ATP (19 anni e 129 giorni).
- È il tennista che ha scalato più posizioni in un anno per raggiungere la prima posizione del ranking ATP (da numero 32 a numero 1 tra novembre 2021 e novembre 2022).[7]

### Grande Slam
- Nel 2023 diventa il sesto tennista della storia a vincere Wimbledon al primo tentativo da testa di serie numero 1.
- È l'unico tennista della storia ad aver vinto i suoi primi tre titoli Slam su tre superfici diverse.
- È tra i sei tennisti della storia ad aver realizzato l'accoppiata Roland Garros-Wimbledon nello stesso anno - Channel Slam - (1 volta nel 2024) e il più giovane a farlo (21 anni e 69 giorni).
- È uno dei nove tennisti ad aver vinto un titolo rimontando due set di svantaggio insieme a Björn Borg, Ivan Lendl, Andre Agassi, Gastón Gaudio, Dominic Thiem, Novak Đoković, Rafael Nadal e Jannik Sinner.
- Ha preso parte alla finale più lunga nella storia del Roland Garros, la seconda più lunga nella storia dei tornei dello Slam, 5 ore e 29 minuti al Roland Garros 2025, dove ha sconfitto Sinner in cinque set (4–6, 6(4)–7, 6–4, 7–6(3), 7–6(2)).
- È l'unico giocatore della storia ad aver vinto il Roland Garros annullando tre match point in finale (Roland Garros 2025).
- È uno dei tre giocatori nell'Era Open che hanno rimontato almeno un match point a favore del suo avversario in una finale Slam, dopo Gastón Gaudio (2 al Roland Garros 2004) e Novak Ðokovic (2 a Wimbledon 2019), ma è l'unico ad averne annullati tre.

### Vari
- Insieme a Roger Federer, Novak Đoković e Jannik Sinner, è il quarto tennista capace di vincere almeno un set nelle sue prime 50 partite della stagione (nel suo caso nel 2022).
- È l'unico tennista della storia ad aver battuto Nadal e Ðokovic nello stesso torneo su terra battuta (Madrid 2022).
- È uno dei dieci tennisti in era Open ad aver centrato l'accoppiata Queen's - Wimbledon nella stessa stagione (2023).
- È uno dei quattro giocatori ad essersi aggiudicato nella stessa stagione i tornei di Montecarlo, Roma e Roland Garros (nel 2025), dopo Ilie Năstase, Thomas Muster e Rafael Nadal.

### Precocità
- A 19 anni e 199 giorni è il più giovane tennista della storia ad aver chiuso una stagione (2022) al nº 1.
- A 21 anni e 1 mese è il tennista più giovane della storia ad aver raggiunto la finale Slam su tutte e tre le superfici, nel suo caso vincendole tutte e tre e impiegando meno tornei Slam per farlo (13).[8]
- È uno dei quattro tennisti con più titoli Slam prima dei 22 anni (4 titoli). Gli altri sono Boris Becker, Björn Borg e Mats Wilander. È però, insieme a Borg, il tennista che ha impiegato meno tornei per raggiungere il traguardo (14). Wilander ne impiegò 15 mentre Becker 20.
- A 18 anni e 10 mesi è il tennista più giovane di sempre a vincere il Miami Open.
- A 18 anni e 9 mesi è il tennista più giovane della storia ad aver vinto un torneo ATP 500.
- A 19 anni e 3 giorni è il tennista più giovane di sempre a vincere il Madrid Open.
- A 20 anni e 1 mese è il tennista più giovane della storia ad aver vinto almeno un torneo su ogni superficie disponibile (erba, cemento, terra).
- A 21 anni e 91 giorni è il tennista più giovane della storia a raggiungere la finale dei Giochi Olimpici.
- A 22 anni e 56 giorni è il più giovane tennista ad aver vinto almeno 30 partite consecutive nell'accoppiata Roland Garros-Wimbledon.
- È il tennista con il maggior numero di vittorie dopo le prime 100 partite ufficiali in carriera (75).
- È il tennista con il maggior numero di vittorie dopo le prime 150 partite ufficiali in carriera (117).